# فرانك كلارك (سياسي)
فرانك كلارك (بالإنجليزية: Frank Clark)‏ هو محامي وسياسي أمريكي، ولد في 28 مارس 1860 في الولايات المتحدة، وتوفي في 14 أبريل 1936. حزبياً، نشط في الحزب الديمقراطي. وقد انتخب عضو مجلس نواب فلوريدا وانتخب عضو مجلس النواب الأمريكي.